# Церковь Святого Лазаря (Ларнака)
Церковь Святого Ла́заря (греч. Ιερός Ναός Αγίου Λαζάρου) — православный храм IX века в городе Ларнаке, Республика Кипр. Находится в ведении Китийской митрополии Кипрской православной церкви.
Церковь освящена во имя праведного Лазаря из Вифании, которого, согласно Евангелию, воскресил Иисус Христос. После Воскресения Христа Лазарь был вынужден из-за преследований покинуть Иудею и перебраться на Кипр в 33 году, где вскоре апостолы Павел и Варнава в 45 году поставили его первым епископом Китиона (старое название города Ларнаки). После воскрешения он прожил ещё тридцать лет, а затем во второй раз скончался на Кипре в 63 году. Над его гробницей и была построена церковь святого Лазаря.
После крестовых походов часть его мощей была перенесена в Марсель из Константинополя. До того события в Константинополь была передана только часть его мощей, его голова была оставлена на Кипре. Так возникла легенда, что святой Лазарь из Вифании проповедовал во Франции, стал епископом Марселя и был похоронен на месте будущего frкафедрального собора Святого Лазаря в Отёне.

## История
По преданию, гробница Лазаря была утрачена в период арабского владычества в середине VII века. В 890 году в Ларнаке была обнаружена гробница с надписью «Лазарь Четверодневный, друг Христов». По указу императора Льва VI мощи Лазаря были перенесены в Константинополь в 898 году, где были положены в храме Праведного Лазаря. Перенесение мощей вскоре стало православным праздником, отмечаемым 17 (30) октября.
В конце IX — начале X века над могилой Лазаря в Ларнаке была построена церковь Святого Лазаря. Она является одной из трёх византийских церквей, сохранившихся на Кипре. Храм имеет продолговатую прямоугольную форму с трёхсторонней апсидой на фасаде. Внутри храм разделён на три нефа с громоздкой двойной колоннадой и арочными пролётами между ними. Храм венчали три купола и колокольня с юго-восточной стороны.
С XIII по XVI век, во времена правления на острове династии Лузиньянов и венецианцев, храм стал принадлежать Римско-католической церкви. С южной стороны к нему был пристроен массивный портик в готическом стиле. В первые годы османского владычества (1571 год) церковь стала мечетью и три её купола с колокольней были уничтожены. В 1589 году турки продали её православной церкви, и в последующие два столетия она использовалась как для православных, так и для католических служб. В 1857 году, после завершения османского владычества на острове, было разрешено вновь соорудить колокольню у храма.
Уникальный барочный иконостас церкви был сделан между 1773 и 1782 годом. Вскоре он был позолочен и расписан. Внутреннее убранство храма сильно пострадало во время пожара в 1970 году. Во время ремонта церкви в ноябре 1972 году под алтарём был обнаружен мраморный саркофаг с человеческими останками, которые идентифицировали как мощи святого Лазаря, которые по видимому не полностью были вывезены в Константинополь.
За восемь дней до Пасхи, в Лазареву субботу, икону святого носят по улицам Ларнаки во время праздничного шествия.

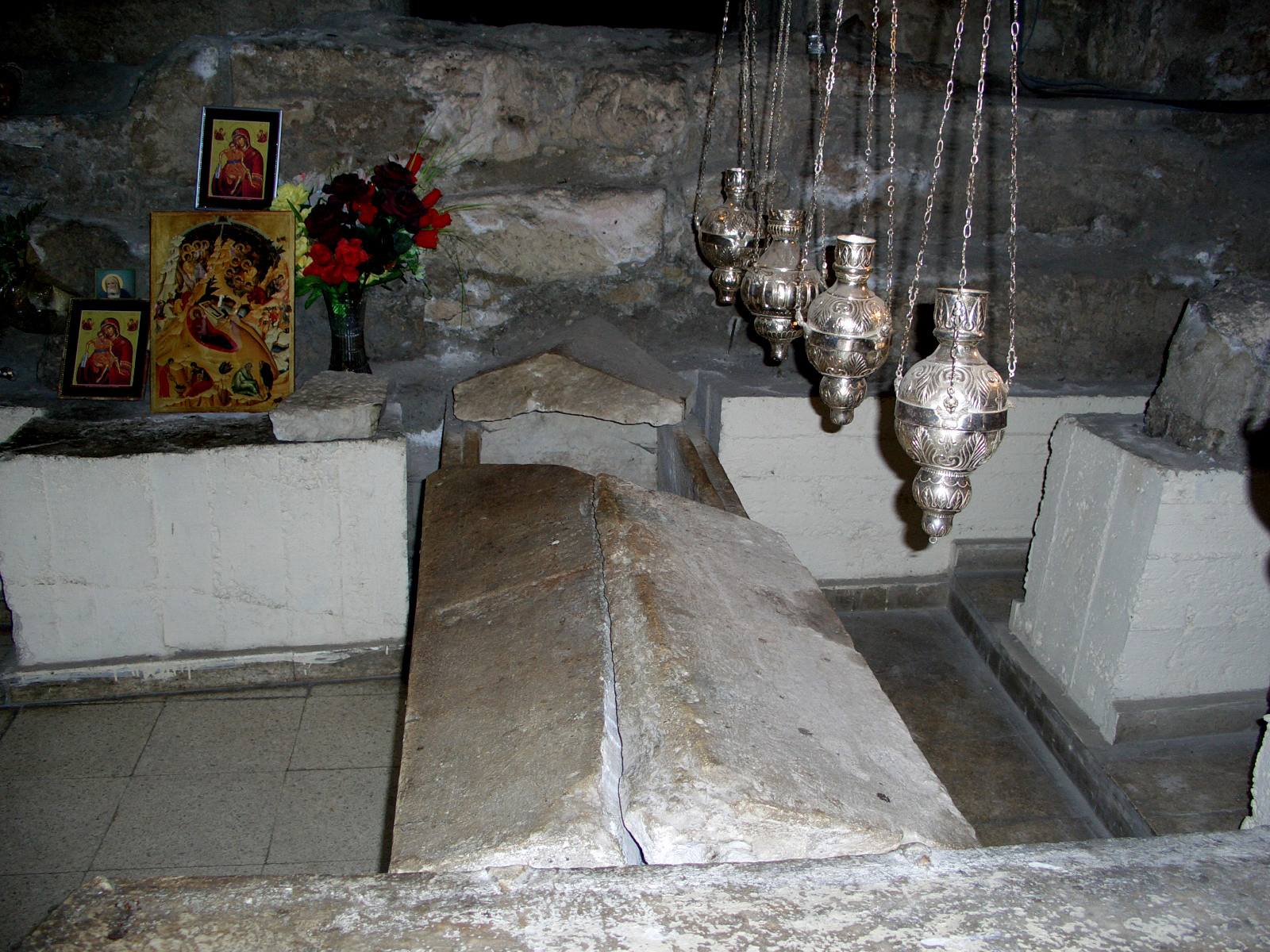
Могила Святого Лазаря
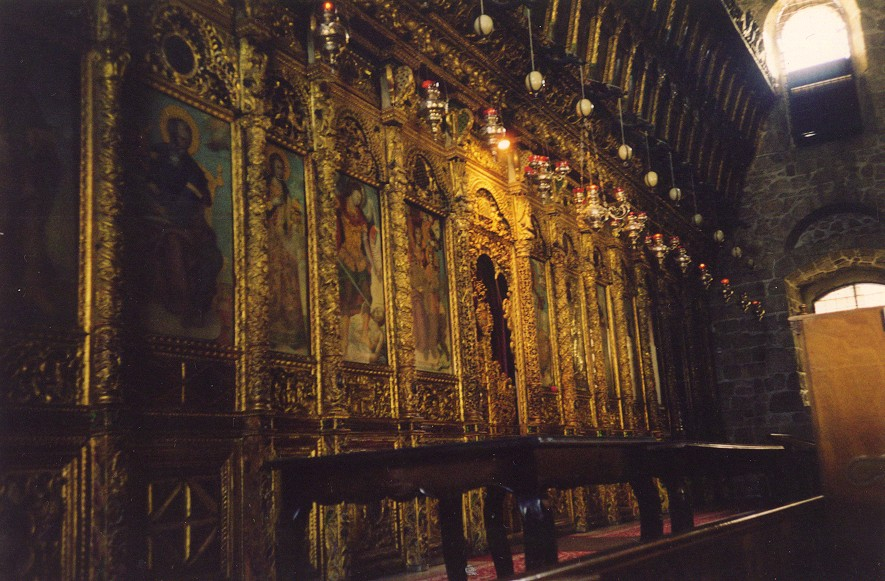
Иконостас церкви Святого Лазаря